# Bonamia boivinii
Bonamia boivinii är en vindeväxtart som beskrevs av Hallier f. Bonamia boivinii ingår i släktet Bonamia och familjen vindeväxter. Inga underarter finns listade i Catalogue of Life.